# Hilaroleopsis vogti
Hilaroleopsis vogti är en skalbaggsart som beskrevs av Lane 1970. Hilaroleopsis vogti ingår i släktet Hilaroleopsis och familjen långhorningar.
Artens utbredningsområde är Guatemala. Inga underarter finns listade i Catalogue of Life.